# 原子簇
原子簇（英語：clusters），在物理學中，術語「簇」是用於表示多原子的小粒子。 

## 命名
卢嘉锡将译为“原子簇”，将译为“原子簇化合物”，而把译为“过渡金属簇合物”。

## 定義
原子簇有多种定义，比较全面的是由徐光宪、江元生等人提出的定义：
|  | 凡以3个或3个以上原子直接键合构成的多面体或笼为核心，连接外围原子或基团而形成的结构单元称原子簇。 |

## 分类
原子簇可分为两大类：
1. 主族原子簇化合物（英語：Cluster Compound）：其核心原子属于主族元素，如碳、硼等，外围原子多是氢、卤素、烷基等。
2. 过渡金属簇合物（英語：Transition Metal Cluster）：配体多是π接收体（CO、NO等），也可是π给予体（Cl、OR、S等）。核心不连接任何外围原子或基团的原子簇，又称团簇，如P4、As4、S6、Sn4As2及C60等。